# 泰國飲食
泰國飲食，泛指泰國民族的飲食文化。泰國菜以酸、辣、鹹、甜、苦五味的平衡為特點，多使用魚露及新鮮香料，少用乾材。其按地域分有五大菜系，分別為首都菜、中部菜、南部菜、北部菜與東北菜，反映泰國五方不同的地理和文化，而各地使用的食材往往受鄰國影響。例如泰南菜受馬來菜影響多用椰奶、鮮黃薑，而泰東北菜則與老撾菜一樣善用青檸汁。
此外，泰國現有的菜式不少受到多年定居泰國的華裔影響，其中潮州菜的影響最為顯著，例如粥、貴刁（粿条）及海南雞飯。

## 特點
泰國菜的特點，講究甜、酸、苦、辣、鹹五味的互相平衡，通常以鹹、酸、辣為主，而帶著一點甜，而苦味則隱隱約約在背後。首次嘗試泰國菜的人都會覺得味道很獨特，因為五味同一時候顯現在舌頭上，而且有很多調料是東南亞特有的。泰國菜用調料的特點，整體來說善用椰奶，九層塔，香茅，泰國青檸（又稱青檸菜），和辣椒。
泰國人的正餐是以米飯為主食（泰國香米或糯米），佐以一兩道泰式咖哩、一條魚或一些肉、一份湯以及一份沙拉。順序沒有甚麼講究。喝湯，對泰國人是配飯的一道菜，著名的有泰國的冬蔭功，分為清湯和加椰漿的濃湯。
由於泰國位於熱帶地區，氣候潮濕和炎熱，所以各種蔬菜和水果都極其豐富。北有山河、南部地峽、兩邊有海、而中部田地肥沃。泰國菜色彩鮮艷，而名種出產都極為鮮味，國民的飲食可反映出國家豐富的農業資源。

## 用餐禮儀
泰國人吃飯時，一般以左手拿叉子將食物推入右手的湯匙中食用，少部份源自中國的料理如麵類，或泰式火鍋，也可以用筷子食用，在吃糯米飯時則採徒手進食，慣用右手，左手只能用來拿一些他們認為的不潔之物。

## 食材

### 主食
泰國中原土地肥沃、雨水充足，種稻米一年能收三至四次，所以一般的主食就是本土出產的茉莉香米，佐菜可以有咖哩、炒菜、或其他菜色。求簡快的時候，佐菜可以放在飯前面。除了茉莉香米之外，泰國還有吃糯米的習慣。糯米是泰國東北部和老撾的日常主食。
泰文的麵條（皇家轉寫：kuai diao；IPA：/kua̯j˩˩˦.tia̯w˩˩˦/）借自潮州話詞彙粿条，上菜時通常單單一碟，例如泰式炒河粉（皇家轉寫：phat thai；IPA：/pʰat̚˨˩.tʰaj˧/）或各種湯麵。由於華人定居泰國多年，不少中國的菜色已經被泰國化，例如泰國船麵（皇家轉寫：kuai diao ruea；IPA：/kua̯j˩˩˦.tia̯w˩˩˦ rɯa̯˧/）。

### 常用材料

#### 香料
南薑、酸子、香茅、青蔥﹑檸檬葉﹑九層塔、胡荽、紫蘇、薄荷葉等。

#### 調味料
辣椒、咖哩、魚露、蝦醬、椰奶等。

## 各地菜系
泰國菜有五大菜系，各種菜系有不同特色。
- 首都菜：以曼谷為中心，受泰國華裔飲食文化影響最深。名菜有：
  - 高樓（音：Gao Law）
  - 冬蔭功湯（泰國著名的酸辣湯）
  - 紅火空心菜炒（音：Phat Pak Boong Fang Dang）
  - 蚵仔煎（音：Aw Suan）
  - 炒飯
  - 肉丁（音：Ba-Teng）
  - 粥（音：Joke）
  - 泰式炒河（又名醬油炒，音：Phat si-io）等。
- 中部菜：以大城府為中心的魚米之鄉，蔬菜水果茂盛。食料較新鮮，而調料通常較甜。名菜有：
  - 椰奶湯（音：Tom kha gai）
  - 泰式紅咖哩（音：Gaeng Phet）
  - 泰式綠咖哩
  - 金邊粉（音：Pad thai）
  - 九層塔炒雞等。
- 南部菜：以泰南三府為中心，兩邊臨海，本地較多穆斯林。深受馬來西亞菜影響，多用黃薑等香料，調味亦較為濃郁，而有時候帶酸。著名菜式有：
  - 泰式黃咖哩（Gaeng Panang）
  - 魚咖哩
  - 泰式伊斯蘭咖哩（音：Gaeng Massaman）
  - 雞飯
- 北部菜：以泰北蘭納地區為中心，深山密林，深受緬甸菜、滇菜、寮國菜的影响。名菜有：
  - 金麺（khao soi）。
  - 當地還有一種特別的酸肉，叫做“Nem”。
  - 豬血粽（Khao kan chin）
- 東北菜：以東北依善地區為中心，深受老撾菜影响，與香米相比偏愛糯米飯。名菜有：
  - 青木瓜沙拉（音：Som tam）
  - 生肉沙拉（音：larb）等，
  - 泰東北菜也會採用各種昆蟲，而Mang Dah更是地道名菜。

## 甜點
- 芒果糯米饭
- 摩摩喳喳
- 泰式千層糕
- 露楚：泰式菓子，外觀做成精緻蔬果的豆沙甜點。

## 泰國料理圖集

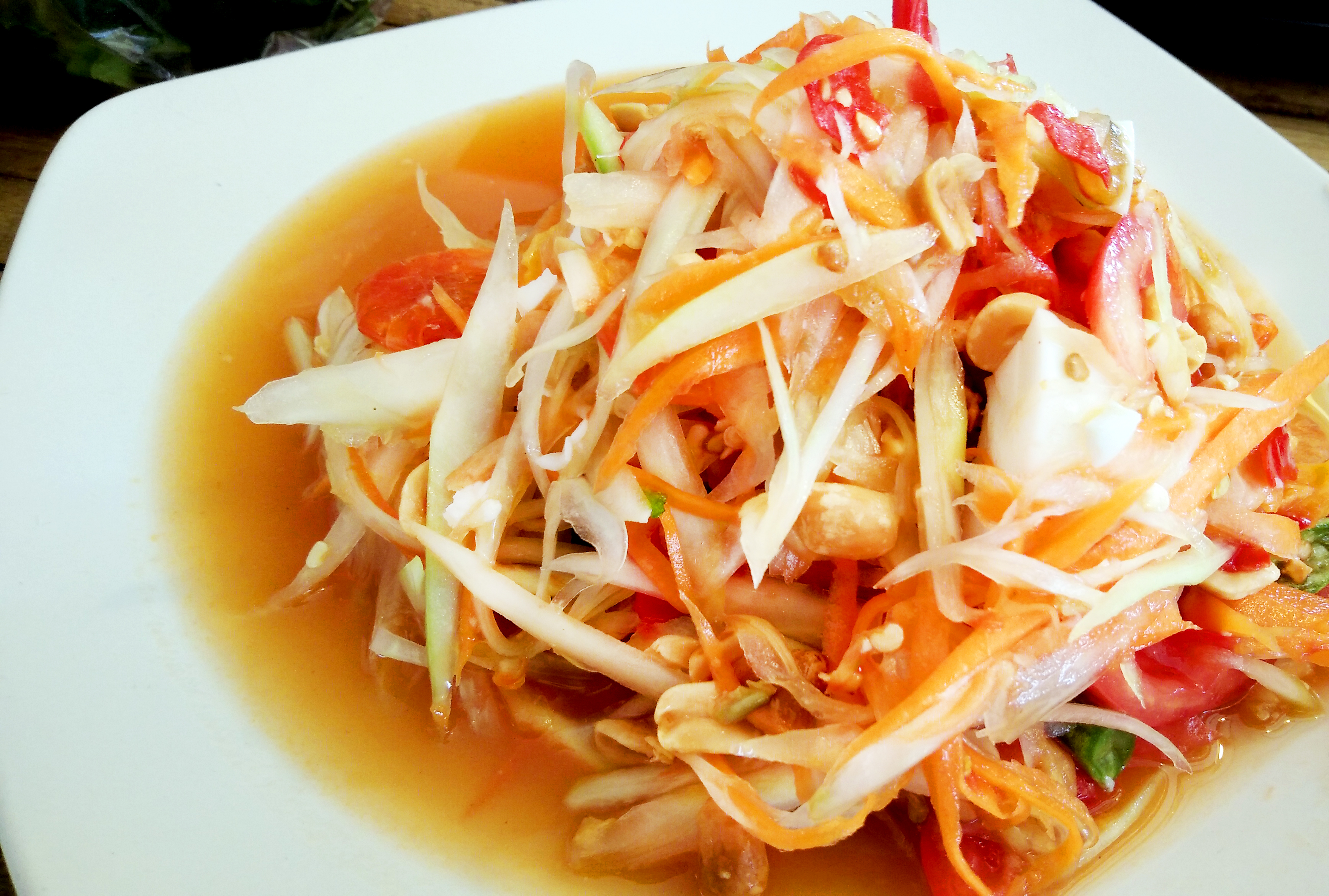
青木瓜沙律
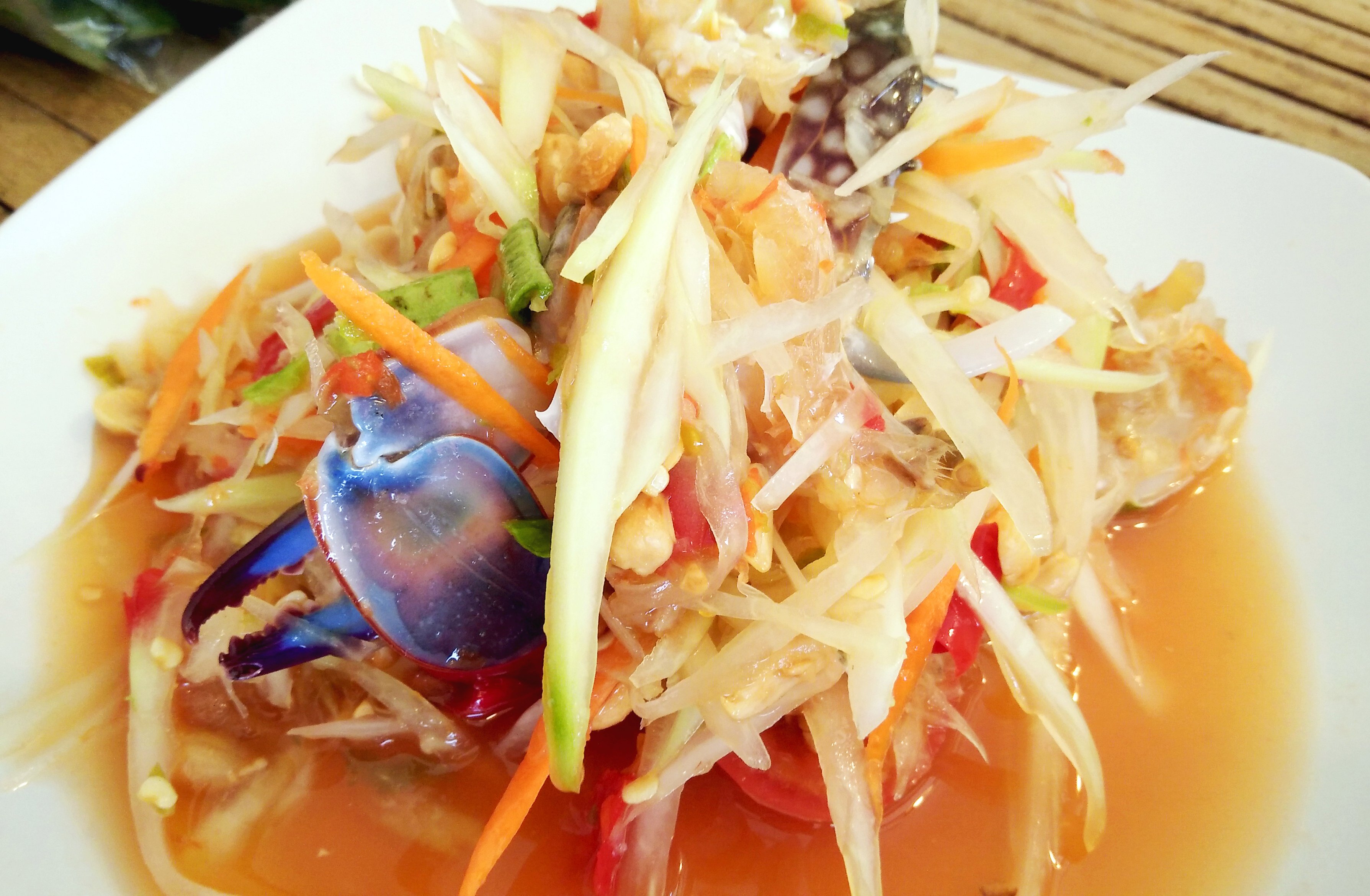
海鮮沙律
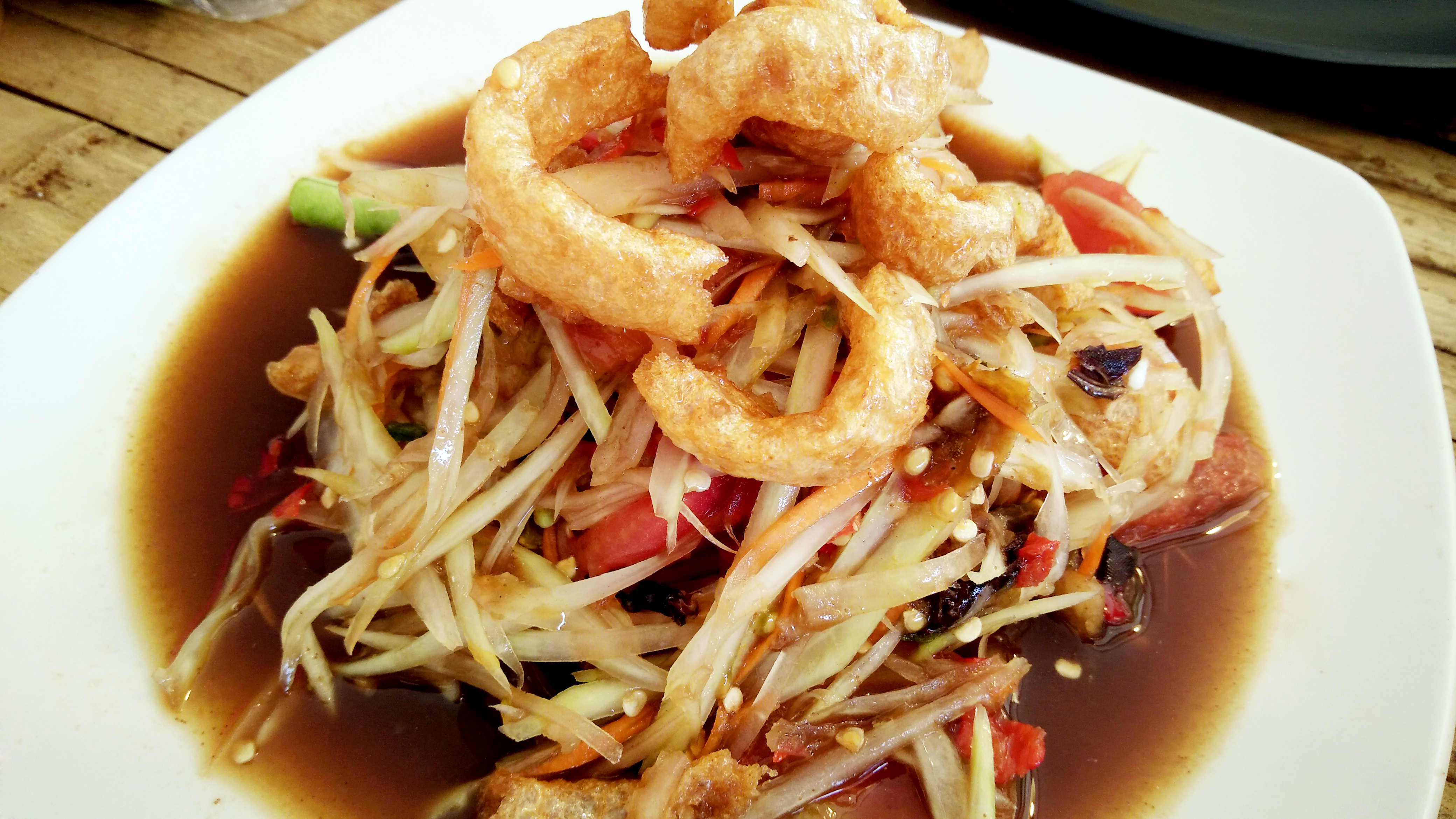
麻辣沙律
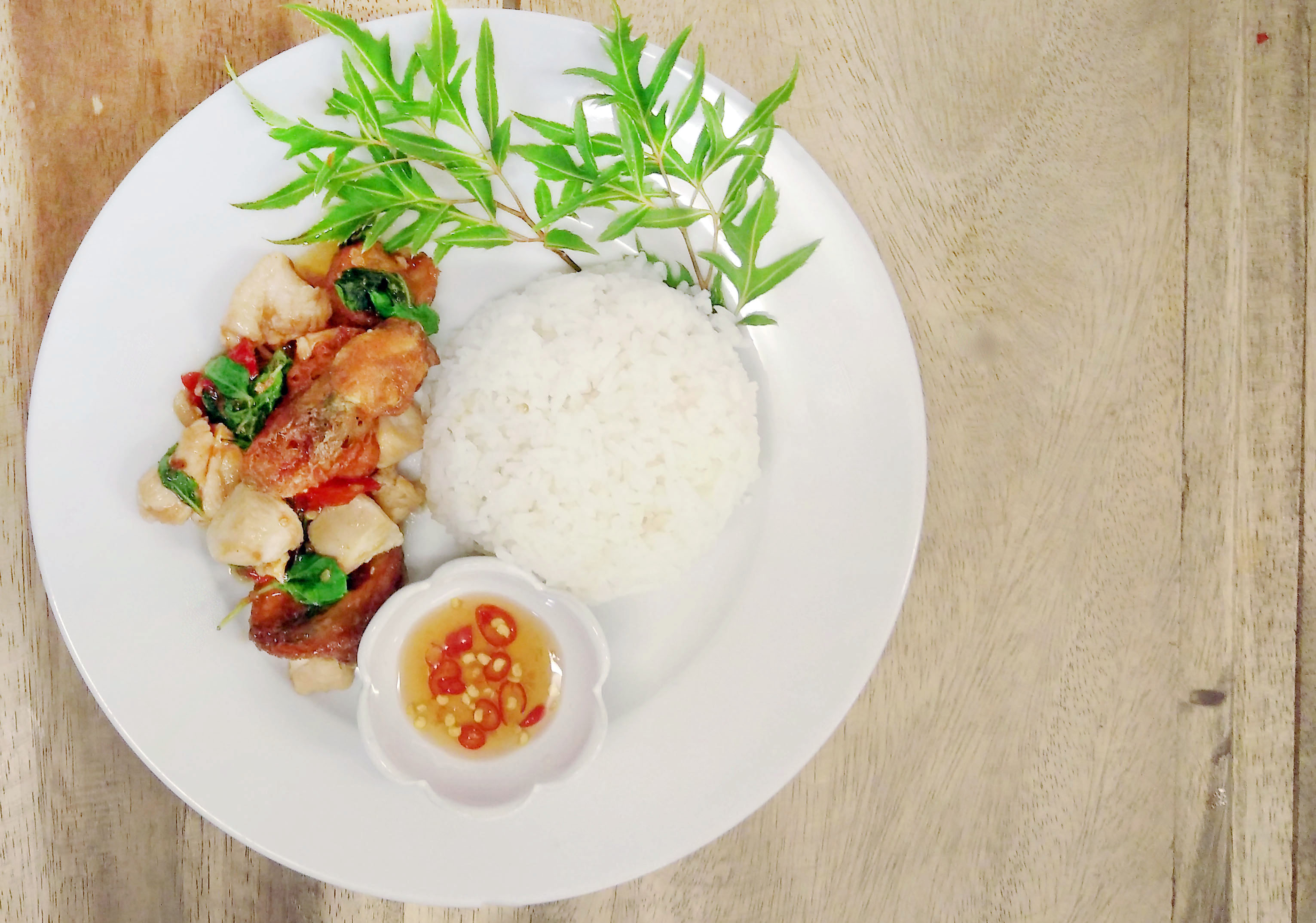
酸辣雞